# ガルル小隊
ガルル小隊（ガルルしょうたい）は、吉崎観音作の漫画『ケロロ軍曹』およびその関連作品に登場する架空の小隊である。ここでは各小隊隊員についても記述する。

## 概要
ガルル中尉を隊長とし、タルル上等兵・トロロ新兵・ゾルル兵長・プルル看護長の5人で構成される、ケロン星の軍隊「ケロン軍」本部直属の小隊の一つ。選び抜かれた優秀な軍人からなるエリート部隊。登場初期のみクローンケロロ（アニメではケロロ大尉）という臨時の隊長代理がいたが、後にこの代わりにプルル看護長が入隊したため、最終的にはこの5人が正式メンバーとなっている。
基本活動は各惑星の現地調査が主だが、ガルルによると「どれも非常に危険でむずかしいものばかり」だという。
軍内評価では「A級侵略部隊」という位置付けで、戦闘面において優秀な実力を持つケロロ小隊を敗北寸前まで追い詰めたり、ケロロ小隊と同等の力を持つコピーロボットと互角の戦いを繰り広げたり、原作のオマケ漫画では一個小隊のみでキルルを撃破したりと相当の実力を持っている。その実力も相まって、軍からの信頼はかなり手厚い。
ケロン軍がケロロ小隊の地球侵略遅延を問題ありと判断し、彼らを更迭してその引継ぎとしてガルル小隊が地球を侵略しにきたが、作戦は失敗してそのまま撤退した（ケロロ小隊は更迭されず、今も活動を続けている）。ケロロ小隊のライバル的な小隊で、全員ケロロ小隊の面々となにかしらの関係がある（それぞれの関係は各隊員の節を参照）。

## メンバー

### ガルル中尉
声 - 大塚明夫（成年訓練所に所属していた頃は沢海陽子）
小隊の隊長で、ギロロの実兄。「ゲロモンの悪夢」の二つ名を持つケロン軍精鋭のエリート将校のスナイパー。原作初登場は第7巻のおまけ「第54話 史上最小之侵略。<The Lost Episode>」、アニメでは第100話次回予告が初登場、その後第101話で本格登場。
体色は紫で帽子に狼のようなマークがある。ギロロと同じく腹にマークがなく、右肩からベルトをタスキ掛けしている。帽子は前部分が鋭角になっている特異な形をしている。目は黄色一色に見えるが、時折小さい黒目（原作では赤目）を覗かせる。腕組みをし、下を向くのが決めポーズ。一人称は主に「私」だが、私用では「俺」を使っており、プライベートシーンなどでは時折「俺」を使う場面もある。年齢に関しては不明だが、ギロロと同じく現在までに激しい声変わりを経験しており、成年体になってからはしばらく女性的な声質であった。
『ケロロ軍曹 ひみつ超ひゃっか』では「戦闘力」「賢さ」「要領」をはじめとする全てのパラメーターが最高レベルという高スキルの人物とされている。そのため、数多くの登場人物がガルルに対して畏敬の念を抱いているが、本人はケロロ小隊のメンバーや地球人である冬樹や夏美に対して「能力」「人格」「勇敢さ」などに一目置く、ケロロ救出のために出撃したギロロの体を案じる、アニメでケロロ小隊がゼゼゼットトトソとの決戦でピンチになり本部にも見捨てられた際には慰安旅行と称してそこに向かい「たまたま出くわした敵を排除するだけだ」と言いつつ援護するなど、義理堅い一面を持つ。
弟のギロロでも付いていけないほど公私の切り替えが非常に早い。例として、休暇で地球を訪れて日向家で昼食をとった際にはおかずを相手に悪戦苦闘する、弟の写真におちゃらけたしぐさでピースサインで映る、ケロン星の実家にいた頃に重低音コンポを購入し会話が聞き取れないほど大音量で音楽を聴く、ケロボールを携帯せず外出したことがあるなど、プライベートではある意味間の抜けた一面も持っており、ケロロから「絡みづらい」と評されている。また何らかの質問をされた際に回答前に無駄に「タメ（間を空ける“溜め”）」をする癖があり、ギロロにその癖を止めろと言われている。ギロロに対しては、夏美に対するギロロの想いを察して「これがお前（ギロロ）がペコポンで見付けたものか」と独白する、ギロロが普段呼び捨てにする自身のことを「兄ちゃん」と呼んだ際は「兄ちゃんか…」と嬉しそうに呟くなど、弟思いな一面も持つ。
エリート揃いのメンバーを率いる隊長ではあるが、地球侵略部隊引継ぎの際にはわざわざケロロのクローンを持って来たことから、「隊長の素質」はケロロより劣る。弟と同じ伍長時代は、少佐だったクルルの副官ないし専属部下的状態として配属されていた。
『ケロ0 出発だよ! 全員集合!!』にも登場しており、専用機のガルルアーマーを使って巨大生物の撃破に貢献した。
『ケロロRPG 騎士と武者と伝説の海賊』ではケロカ四天王の一人として登場している。

### タルル上等兵
声 - 渡辺明乃
突撃兵。カララとチロロの先輩で、タママの後輩。初登場は原作第36話・アニメ第30話で、ガルル小隊のメンバーでは最も早く登場。体色は水色であり、帽子とお腹に左右逆色の紅葉マーク、頬にそばかすがある。一人称は「オイラ」か「俺」で、語尾に「〜っす」をつけて喋る。また「今のは、ザコキャラが言うセリフ」や「黒幕の正体は、自分の師匠だった」などといったアニメや漫画を絡めたセリフを言う。
当初はケロン軍幼年訓練所の生徒という設定だったが、原作第81話・アニメ第101話から大人になったことにより、ガルル小隊に配属された。階級が上等兵となるのもケロン軍に所属してからであり、このとき同時にタママを追い越した。また、姿についても初登場時はケロン人の幼年体の姿をしていたが、大人になってからはしっぽが無くなったため、そばかすの位置も若干変わっている。なお、タママからは「ケロン軍は超エリートでないと入れない」と聞かされていたが、本人によると「意外と（ケロン軍に）すんなり入れた」とのことである。
タママに対しては「師匠」と呼んで慕うが、ケロロ小隊のメンバーや地球人に関してはタママから嘘を吹き込まれていたため、彼らを見下している。タママなどの年上のケロン人に対しては「○○っす」という口調で話すが、それは彼なりの敬語であり、トロロなどの年下のケロン人には「○○っす」という口調ではなく、敬語を使わず普通の口調で話している。特にタママへの敬意は他登場人物より強固なものとして描かれているのだが、A級部隊に配属されてからはその尊敬の念が薄れてしまっている。
初登場時は上記のようにケロロ以外のほぼすべての人物をバカにしてそのままケロン星へ帰っていく。ガルル小隊が地球へやって来た際は、手加減した「シャイニングタルルジェノサイドEX」で一度はタママを倒して得意になってタママを「先輩」と呼び変えた上で見下すといった「ザコキャラクター」のような一面を見せるが、スーパーカブトの力でパワーアップしたタママを前にして「せ…師匠」と呼称を改める。
技
タルルジェノサイド
目から強力な光線を発射する必殺技。
タママの「タママインパクト」とは同等の強さを誇るが、威力はこちらの方が僅かに高い。アニメでは派生技と思われる「タルルジェノサイドFX」が登場しているため、通常版は未登場。こちらも同等の経緯で登場した上でタママとの対決の末に勝利した。
原作第82話・アニメ第101話では「シャイニングタルルジェノサイドEX」なるものが登場。こちらは強化版に近い位置付けになっている。またアニメ第103話では「タルルジェノサイドGX」、アニメ第130話では「タルルジェノサイドDX」なるものも登場している。
なおタママと戦う時は大抵「〜〜アソビ」と言っていることからタルルはタママと戦うというよりか遊んでいる模様。
気功玉
相手の存在を抹消することができる不思議な玉。

### トロロ新兵
声 - 山口勝平
通信兵。ケロン軍のコンピュータをハッキングしたことで軍から直接スカウトされたスクリプトキディ。初登場は原作で第82話、アニメでは人工衛星こまわりをハッキングした「謎のケロン人」として第100話で声のみ、名前と姿は第101話で明かされた。
体色はオレンジ色で、野球のメットのような帽子をかぶり、メガネをかけている（ただし、クルルのような渦巻き状ではなく二重丸である）。額と腹部にはアルファベットの「Y」と円形を重ねたようなマークがある。姿は幼年体で、一人称は「ボク」。よく「プププ」と笑う。
自分のことを天才だと思っており、さらに自分以外の者は使い物にならないと発言するような生意気さ・傲慢さも持つ。「相手がスッカリいい気になったトコロでいっきに突き落とすのが超クール」という考えを持っている。
好物はジャンクフード。特にピザやハンバーガーが大好きであり、その理由は「長時間パソコンの前にいることが多いため、手軽に食べられるものが好き」とされている。
ハッキングの実力は高いがクルルには及ばない。事実、かつてはクルルが本部にいた頃に、何度もケロン軍本部にハッキングを仕掛けていたものの、その度にクルルから追い返されても諦めずにアタックし続けられた過去を持つ。本人はこの出来事を引きずっており、いつか復讐したいと意気込んでいる。
初登場では、クルルが過去に遊びで作ったハックツールの改造版（クルル曰く「改悪」）を使って地球全体にケロン軍のマークを表示させたが、クルルに上記のセリフを返された後に「同感だ」と言われ、そのまま敗北してしまう。アニメ130話Bパートでは宇宙軍工場で暴走していたクルルのコピーロボットに腹を立て工場のエネルギーを全部使い巨大なエネルギー砲でエネルギーを放ちクルルのコピーロボットを倒したが、その後大爆発を起こして、工場やガルル小隊、ケロロ小隊のコピーロボットなど周りにすべての被害を与えた。原作では、ガルル小隊がケロロ小隊に敗れた後単独で登場し、ケロロロボにコンピュータウィルス（古代ケロン軍の皇帝（エンペラー）プログラム）を入れている。ここでも一時的にクルルを出し抜くが、最後にはしっかり逆襲された。

### ゾルル兵長
声 - 矢尾一樹
暗殺兵。とある一件でドロロのことをライバル視しており、彼を倒すことでアサシンのトップになろうと企んでいる。初登場は原作第82話・アニメ第101話。
体色は灰色で、体の左半分は機械化（いわゆるサイバネティックス）されている。機械化された手の甲から剣（ゾルルブレード）を自由に出し入れできる。帽子とお腹には撒き菱マークがある。ケロン人の中で唯一白目部分が黒く、黒目部分が赤い。階級は兵長だが、実質的には無効。一人称は「俺」。原作ではカタコトで話すという設定で、台詞の文字が時々左右逆になっている。
影が非常に薄く、友好関係や前歴などといった基本情報がすべて謎のキャラクター。その薄さは普段影が薄いと言われているドロロにまでも完全に忘れられているほど。ただし、その特異性はアサシンにとって最大の武器にもなっており、超常現象レベルで隠密行動しなくても基地内のセンサーがまったく反応せず、それどころか相手の目の前に普通にいても消えるように相手から見えなくなってしまうほど。また、都会の風景に溶け込む高い隠密能力も持つ。
必殺技は「零次元斬（ゼロジゲンザン）」。ドロロも同様の技を会得しているが、彼はそんなドロロより高い戦闘能力を持つ。
初登場時からドロロを知っていた描写が多数あったが、実はケロロやドロロの幼年訓練所時代の同級生であり、ゼロロ（かつてのドロロ）と同じく友達が1人もいなかった日にゼロロがケロロと仲良くなったため、それ以来彼のことを恨んでいる。アニメではケロン軍隠密特殊任務班「X1」にも所属していたことが判明。
原作第140話・アニメ第336話Aパートでも再登場し、再びドロロに戦いを挑んでケロロに余所見をしてしまったドロロの一瞬の隙を突き倒すも、ケロロの存在感と眼圧（恐らくは「超☆隊長命令」によるもの）に圧倒されてしまい退散する。その後、無断活動と別動隊の活動妨害により軍法違反としてガルルに本部隊に連行された。

### クローンケロロ / ケロロ大尉
クローンケロロおよびケロロ大尉は、ガルル小隊の一時的な隊員であり、一時的な元隊長。
原作とアニメで設定が異なっている。
クローンケロロ（原作）
原作ではケロン軍が用意していたケロロのクローンである。
ソーシャルゲームアプリ『サモンズボード』でもこちらの設定で登場している。
ケロロ大尉（アニメ）
アニメではケロロ自身が記憶を消された上にガルルに操られ、ケロロ大尉（ケロロたいい）としてガルル小隊に加わったことになっている。ケロロ大尉は普段の帽子ではなくシャアのヘルメットを被っている。ケロロの本体とは戦いたくないというケロロ軍曹とは逆の性格を持つ。

### プルル看護長
声 - 雪野五月
看護兵。ケロロ、ギロロ、ドロロの幼馴染であり、小隊の紅一点。体色は菫色で、帽子とおなかにハートマーク（向かって左側がピンク、右側が黄色）が特徴。帽子は他ケロン人と異なり、角の尖った部分がある。巨大な注射器を所持しており、治療に、攻撃に、お仕置きにと多彩に使いこなす。ケロロたちと同い年だが、姿は幼年体である。一人称は「私」。
かつては民間のOLだったが、気が変わりケロン軍に所属。その後、クローンケロロ（ケロロ大尉）の代わりにガルル小隊へ配属になった。ポジションは看護兵だが、OLを務めていただけあり、机仕事はお手の物。コンピューターのオペレーターもこなす才媛である。
元はアニメオリジナルのキャラクターだったが、原作本編へ逆輸入されたという経緯を持つ。原作とアニメで登場経緯が異なる。
原作での登場
初登場はコミックス13巻おまけ「超劇場版ケロロ軍曹 外伝 KILULU DISPOSAL」、本編では第15巻「あのコがキちゃったよ！…の巻」が初出。
ケロン軍第6722905987期兵。性格は気配り上手のしっかり者で、優等生。面倒見が良いが、やることがけっこう豪快。また少々気の強い所もある。帽子の色は赤。
アニメに比べて登場機会は少ない。
アニメでの登場
アニメでは第130話で初登場。帽子の色はピンク。誕生日はケロン星の周期で1970ケロン年7月1日。
性格は原作とほぼ変わらないが、とりわけケロロ小隊らのまとめ役のような存在として描かれている。また、ケロロが惚れているような一面もあるが、プルルがケロロのことをどう思っているかは不明。基本的には仕事をキチンとこなせるタイプで、本人曰く「あっという間に片付けられるほど」だとのこと。激怒した時はおでこのハートマークが二つに分かれ、その間から｢闇｣という文字が浮かぶ。
原作とは異なり、注射の突き刺す場所はお尻に限られる。犠牲者は例外なく「オウ、イエース!」と謎の叫びを発して悶絶してしまう。
4thシーズンからは、ケロロ小隊の健康管理のために一時的にケロロ小隊に配属される。その後も第170話Bパートではケロロたちのところへ遊びに来たり、第239話Bパートでは事務仕事を手伝ったり、第254話Bパートではモアとバーゲンに出かけたり、さらに11代目オープニングでは自身の部屋でケロロを説教するなど、地球に滞在する期間が延び、第262話にて惑星カリントで負傷したバリリ小隊がわざわざ地球に搬送されたことから、地球における任務は不定期ながら継続している様子がうかがえていた。そして第344話Aパートにおいて、ガルル小隊の新たな任務地である「惑星ザワトコロ」行きを誘われ、これにより地球を離れることを決めたが、宇宙空間まで自分を追ってきて宇宙宅配ピザの宇宙船に轢かれたバリリの看護のために、結局またしばらく地球に留まることになった。趣味は、温泉巡りであり、よく日向家にお土産を持ってくる。
第180話からは年齢のことを気にしているという設定が追加されており、「おばちゃん」「おばさん」「おばさま」などと呼ばれると「トラウマスイッチ」が入ったドロロと同じ状態に陥ってしまう。肌にはかなり濃いメイクをしているらしく、スッピンになると、シワが沢山ある模様。
5thシーズンでは「プルルがジョリリに恋をしている」という誤解を受けることになった他、「ガルルがプルルに片思いしている」と勘違いされるが、本人に全くその気はなかった。しかし、第239話Bパートでお見合い相手のバリリ准尉から勘違いされた挙句にその勘違いをバリリがケロン軍本部に報告したため、軍全体から勘違いされる結果になり、254話Bパートでのガルルとの件でも、ケロロ小隊の勘違いとガルルがジョリリと「何か」を取り合って一悶着を起こした事実から、プルルが「何か」=「自分」と思い込んだまま悶着を止めようとして大勢の前で恥をかく羽目になった（「何か」は実際には七味唐辛子であった）。
メディアミックスでの登場
『ケロ0 出発だよ! 全員集合!!』では、ケロロたちと直接関わることこそないが、ケロロの一連の出来事を小型モニターで見ていた人物として登場。
『ケロロRPG 騎士と武者と伝説の海賊』ではケロカ四天王の一人として登場している。
生体恋化
生体恋化（アホトロン・フォーム）することで地球人の姿になることができる。ピンクの髪をツインテールにした若い女性の姿をしている。外見は夏美に似ている。劇中ではステルス機能のついた異星進入用新型スーツだと語られており、A級侵略部隊しか支給されないためF級のケロロ小隊には支給されることはない。
設定の初出は原作が先であり、アニメでは第180話から生体恋化に関する設定が受け継がれている。なお、アニメでは上記のトラウマ設定がこの状態でも陥ることがある。

### 細かな順位あれこれ
※特殊事例の「クローンケロロ（ケロロ大尉）」は除く。
年齢順
ガルル（ギロロの兄）→プルル、ゾルル（ケロロ、ギロロ、ドロロの同級生）→タルル（タママの後輩。この小隊に入った時の見た目は大人になっている）→トロロ（タルルより下）
階級順
ガルル（中尉）→ゾルル（兵長）→タルル（上等兵）→トロロ（新兵）
- プルルの階級である「看護長」は、明確な位置づけが明言されていないため、上下階級などは不明。ただし、設定上では正式階級として認定されている。